# ATP World Tour 2018

Das Logo der ATP World Tour 2018

Die ATP World Tour 2018 war die höchste Wettbewerbsserie im männlichen Profitennis im Jahr 2018 und wurde von der ATP organisiert. Sie bestand aus den vier Grand-Slam-Turnieren (von der ITF betreut) sowie aus den ATP World Tour Masters 1000, der ATP World Tour 500 und der ATP World Tour 250 in absteigender Bedeutung. Darüber hinaus gehörten die ATP Finals, die Next Generation ATP Finals, der Davis Cup sowie der Hopman Cup dazu. Letztere beiden wurden wie die Grand Slams von der ITF organisiert. Die Sieger der Mixedkonkurrenz werden bei den Grand-Slam-Turnieren ebenfalls mitaufgeführt.

## Übersicht
2018 wurden insgesamt 68 Turniere in 32 Ländern auf sechs Kontinenten ausgetragen. Die vier Grand-Slam-Turniere, der Davis Cup und der Hopman Cup wurden von der ITF veranstaltet und sind streng genommen nicht Bestandteil der ATP World Tour. Erstere werden jedoch hier mitgezählt.
| Anzahl der Turniere nach Turnierserie |
| ------------------------------------- |
| 4 Grand-Slam-Turniere                 |
| ATP Finals Next Generation ATP Finals |
| 9 ATP World Tour Masters 1000         |
| 13 ATP World Tour 500                 |
| 40 ATP World Tour 250                 |
| Davis Cup                             |
| 2 Teamwettbewerbe                     |

## Turnierplan

### Januar
| Datum  | Turnier | Sieger                        | Finalgegner                        | Ergebnis                 |
| ------ | --- | ----------------------------- | ---------------------------------- | ------------------------ |
| 01.01. | Hopman Cup Perth, Australien Hartplatz (Halle) 8 MX                                                          | Schweiz                       | Deutschland                        | 2:1                      |
| 01.01. | Brisbane International Brisbane, Australien ATP World Tour 250 – Hartplatz 28E / 16D – $ 468.910 / $ 528.910 | Nick Kyrgios                  | Ryan Harrison                      | 6:4, 6:2                 |
| 01.01. | Brisbane International Brisbane, Australien ATP World Tour 250 – Hartplatz 28E / 16D – $ 468.910 / $ 528.910 | Henri Kontinen John Peers     | Leonardo Mayer Horacio Zeballos    | 3:6, 6:3, [10:2]         |
| 01.01. | Tata Maharashtra Open Pune, Indien ATP World Tour 250 – Hartplatz 28E / 16D – $ 501.345 / $ 561.345          | Gilles Simon                  | Kevin Anderson                     | 7:64, 6:2                |
| 01.01. | Tata Maharashtra Open Pune, Indien ATP World Tour 250 – Hartplatz 28E / 16D – $ 501.345 / $ 561.345          | Robin Haase Matwé Middelkoop  | Pierre-Hugues Herbert Gilles Simon | 7:65, 7:65               |
| 01.01. | Qatar ExxonMobil Open Doha, Katar ATP World Tour 250 – Hartplatz 32E / 16D – $ 1.286.675 / $ 1.386.665       | Gaël Monfils                  | Andrei Rubljow                     | 6:2, 6:3                 |
| 01.01. | Qatar ExxonMobil Open Doha, Katar ATP World Tour 250 – Hartplatz 32E / 16D – $ 1.286.675 / $ 1.386.665       | Oliver Marach Mate Pavić      | Jamie Murray Bruno Soares          | 6:2, 7:66                |
| 08.01. | ASB Classic Auckland, Neuseeland ATP World Tour 250 – Hartplatz 28E / 16D – 501.345 $ / 561.345 $            | Roberto Bautista Agut         | Juan Martín del Potro              | 6:1, 4:6, 7:5            |
| 08.01. | ASB Classic Auckland, Neuseeland ATP World Tour 250 – Hartplatz 28E / 16D – 501.345 $ / 561.345 $            | Oliver Marach Mate Pavić      | Maks Mirny Philipp Oswald          | 6:4, 5:7, [10:7]         |
| 08.01. | Sydney International Sydney, Australien ATP World Tour 250 – Hartplatz 28E / 16D – 468.910 $ / 528.910 $     | Daniil Medwedew               | Alex de Minaur                     | 1:6, 6:4, 7:5            |
| 08.01. | Sydney International Sydney, Australien ATP World Tour 250 – Hartplatz 28E / 16D – 468.910 $ / 528.910 $     | Łukasz Kubot Marcelo Melo     | Jan-Lennard Struff Viktor Troicki  | 6:3, 6:4                 |
| 15.01. | Australian Open Melbourne, Australien Grand Slam – Hartplatz 128E / 64D – A$ 55.000.000                      | Roger Federer                 | Marin Čilić                        | 6:2, 6:75, 6:3, 3:6, 6:1 |
| 15.01. | Australian Open Melbourne, Australien Grand Slam – Hartplatz 128E / 64D – A$ 55.000.000                      | Oliver Marach Mate Pavić      | Juan Sebastián Cabal Robert Farah  | 6:4, 6:4                 |
| 15.01. | Australian Open Melbourne, Australien Grand Slam – Hartplatz 128E / 64D – A$ 55.000.000                      | Gabriela Dabrowski Mate Pavić | Tímea Babos Rohan Bopanna          | 2:6, 6:4, [11:9]         |
| 29.01. | Davis Cup – Erste Runde                                                                                      | Davis Cup – Erste Runde       | Davis Cup – Erste Runde            | Davis Cup – Erste Runde  |

### Februar
| Datum  | Turnier | Sieger                                | Finalgegner                        | Ergebnis          |
| ------ | --- | ------------------------------------- | ---------------------------------- | ----------------- |
| 05.02. | Open Sud de France Montpellier, Frankreich ATP World Tour 250 – Hartplatz (Halle) 28E / 16D – € 501.345 / € 561.345                           | Lucas Pouille                         | Richard Gasquet                    | 7:62, 6:4         |
| 05.02. | Open Sud de France Montpellier, Frankreich ATP World Tour 250 – Hartplatz (Halle) 28E / 16D – € 501.345 / € 561.345                           | Ken Skupski Neal Skupski              | Ben McLachlan Hugo Nys             | 7:62, 6:4         |
| 05.02. | Diema Xtra Sofia Open Sofia, Bulgarien ATP World Tour 250 – Hartplatz (Halle) 28E / 16D – € 501.345 / € 561.345                               | Mirza Bašić                           | Marius Copil                       | 7:66, 6:74, 6:4   |
| 05.02. | Diema Xtra Sofia Open Sofia, Bulgarien ATP World Tour 250 – Hartplatz (Halle) 28E / 16D – € 501.345 / € 561.345                               | Robin Haase Matwé Middelkoop          | Nikola Mektić Alexander Peya       | 5:7, 6:4, [10:4]  |
| 05.02. | Ecuador Open Quito, Ecuador ATP World Tour 250 – Sand 28E / 16D – $ 501.345 / $ 561.345                                                       | Roberto Carballés Baena               | Albert Ramos Viñolas               | 6:3, 4:6, 6:4     |
| 05.02. | Ecuador Open Quito, Ecuador ATP World Tour 250 – Sand 28E / 16D – $ 501.345 / $ 561.345                                                       | Nicolás Jarry Hans Podlipnik-Castillo | Austin Krajicek Jackson Withrow    | 7:66, 6:3         |
| 12.02. | ABN AMRO World Tennis Tournament Rotterdam, Niederlande ATP World Tour 500 – Hartplatz (Halle) 32E / 16D – € 1.862.295 / € 1.996.245          | Roger Federer                         | Grigor Dimitrow                    | 6:2, 6:2          |
| 12.02. | ABN AMRO World Tennis Tournament Rotterdam, Niederlande ATP World Tour 500 – Hartplatz (Halle) 32E / 16D – € 1.862.295 / € 1.996.245          | Pierre-Hugues Herbert Nicolas Mahut   | Oliver Marach Mate Pavić           | 2:6, 6:2, [10:7]  |
| 12.02. | New York Open New York, Vereinigte Staaten ATP World Tour 250 – Hartplatz (Halle) 28E / 16D – $ 668.460 / $ 748.450                           | Kevin Anderson                        | Sam Querrey                        | 4:6, 6:3, 7:61    |
| 12.02. | New York Open New York, Vereinigte Staaten ATP World Tour 250 – Hartplatz (Halle) 28E / 16D – $ 668.460 / $ 748.450                           | Maks Mirny Philipp Oswald             | Wesley Koolhof Artem Sitak         | 6:4, 4:6, [10:6]  |
| 12.02. | Argentina Open Buenos Aires, Argentinien ATP World Tour 250 – Sand 28E / 16D – $ 568.190 / $ 648.180                                          | Dominic Thiem                         | Aljaž Bedene                       | 6:2, 6:4          |
| 12.02. | Argentina Open Buenos Aires, Argentinien ATP World Tour 250 – Sand 28E / 16D – $ 568.190 / $ 648.180                                          | Andrés Molteni Horacio Zeballos       | Juan Sebastián Cabal Robert Farah  | 6:3, 5:7, [10:3]  |
| 19.02. | Rio Open Rio de Janeiro, Brasilien ATP World Tour 500 – Sand 32E / 16 D – $ 1.695.825 / $ 1.842.475                                           | Diego Schwartzman                     | Fernando Verdasco                  | 6:2, 6:3          |
| 19.02. | Rio Open Rio de Janeiro, Brasilien ATP World Tour 500 – Sand 32E / 16 D – $ 1.695.825 / $ 1.842.475                                           | David Marrero Fernando Verdasco       | Nikola Mektić Alexander Peya       | 5:7, 7:5, [10:8]  |
| 19.02. | Delray Beach Open Delray Beach, Vereinigte Staaten ATP World Tour 250 – Hartplatz 32E / 16D – $ 556.010 / $ 622.675                           | Frances Tiafoe                        | Peter Gojowczyk                    | 6:1, 6:4          |
| 19.02. | Delray Beach Open Delray Beach, Vereinigte Staaten ATP World Tour 250 – Hartplatz 32E / 16D – $ 556.010 / $ 622.675                           | Jack Sock Jackson Withrow             | Nicholas Monroe John-Patrick Smith | 4:6, 6:4 [10:8]   |
| 19.02. | Open 13 Marseille Marseille, Frankreich ATP World Tour 250 – Hartplatz (Halle) 28E / 16D – € 645.485 / € 718.810                              | Karen Chatschanow                     | Lucas Pouille                      | 7:5, 3:6, 7:5     |
| 19.02. | Open 13 Marseille Marseille, Frankreich ATP World Tour 250 – Hartplatz (Halle) 28E / 16D – € 645.485 / € 718.810                              | Raven Klaasen Michael Venus           | Marcus Daniell Dominic Inglot      | 6:72, 6:3, [10:4] |
| 26.02. | Abierto Mexicano Telcel Acapulco, Mexiko ATP World Tour 500 – Hartplatz 32E / 16D – $ 1.642.795 / $ 1.789.445                                 | Juan Martín del Potro                 | Kevin Anderson                     | 6:4, 6:4          |
| 26.02. | Abierto Mexicano Telcel Acapulco, Mexiko ATP World Tour 500 – Hartplatz 32E / 16D – $ 1.642.795 / $ 1.789.445                                 | Jamie Murray Bruno Soares             | Bob Bryan Mike Bryan               | 7:64, 7:5         |
| 26.02. | Dubai Duty Free Tennis Championships Dubai, Vereinigte Arabische Emirate ATP World Tour 500 – Hartplatz 32E / 16D – $ 2.623.485 / $ 3.057.135 | Roberto Bautista Agut                 | Lucas Pouille                      | 6:3, 6:4          |
| 26.02. | Dubai Duty Free Tennis Championships Dubai, Vereinigte Arabische Emirate ATP World Tour 500 – Hartplatz 32E / 16D – $ 2.623.485 / $ 3.057.135 | Jean-Julien Rojer Horia Tecău         | Jamie Cerretani Leander Paes       | 7:62, 6:2         |
| 26.02. | Brasil Open São Paulo, Brasilien ATP World Tour 250 – Sand (Halle) 28E / 16D – $ 516.205 / $ 582.870                                          | Fabio Fognini                         | Nicolás Jarry                      | 1:6, 6:1, 6:4     |
| 26.02. | Brasil Open São Paulo, Brasilien ATP World Tour 250 – Sand (Halle) 28E / 16D – $ 516.205 / $ 582.870                                          | Federico Delbonis Máximo González     | Wesley Koolhof Artem Sitak         | 6:4, 6:2          |

### März
| Datum  | Turnier | Sieger                | Finalgegner                      | Ergebnis          |
| ------ | --- | --------------------- | -------------------------------- | ----------------- |
| 05.03. | BNP Paribas Open Indian Wells, Vereinigte Staaten World Tour Masters 1000 – Hartplatz 96E / 32D – 7.972.535 $ / 8.909.960 $ | Juan Martín del Potro | Roger Federer                    | 6:4, 6:78, 7:62   |
| 05.03. | BNP Paribas Open Indian Wells, Vereinigte Staaten World Tour Masters 1000 – Hartplatz 96E / 32D – 7.972.535 $ / 8.909.960 $ | John Isner Jack Sock  | Bob Bryan Mike Bryan             | 7:64, 7:62        |
| 19.03. | Miami Open Miami, Vereinigte Staaten World Tour Masters 1000 – Hartplatz 96E / 32D – $ 7.972.535 / $ 8.909.960              | John Isner            | Alexander Zverev                 | 6:74, 6:4, 6:4    |
| 19.03. | Miami Open Miami, Vereinigte Staaten World Tour Masters 1000 – Hartplatz 96E / 32D – $ 7.972.535 / $ 8.909.960              | Bob Bryan Mike Bryan  | Karen Chatschanow Andrei Rubljow | 4:6, 7:65, [10:4] |

### April
| Datum  | Turnier | Sieger                          | Finalgegner                            | Ergebnis                  |
| ------ | --- | ------------------------------- | -------------------------------------- | ------------------------- |
| 02.04. | Davis Cup – Viertelfinale                                                                                                | Davis Cup – Viertelfinale       | Davis Cup – Viertelfinale              | Davis Cup – Viertelfinale |
| 09.04. | Grand Prix Hassan II Marrakesch, Marokko ATP World Tour 250 – Sand 32E / 16D – € 501.345 / € 561.345                     | Pablo Andújar                   | Kyle Edmund                            | 6:2, 6:2                  |
| 09.04. | Grand Prix Hassan II Marrakesch, Marokko ATP World Tour 250 – Sand 32E / 16D – € 501.345 / € 561.345                     | Nikola Mektić Alexander Peya    | Benoît Paire Édouard Roger-Vasselin    | 7:5, 6:3, [10:7]          |
| 09.04. | US Men’s Clay Court Championship Houston, Vereinigte Staaten ATP World Tour 250 – Sand 28E / 16D – $ 557.050 / $ 623.710 | Steve Johnson                   | Tennys Sandgren                        | 7:62, 2:6, 6:4            |
| 09.04. | US Men’s Clay Court Championship Houston, Vereinigte Staaten ATP World Tour 250 – Sand 28E / 16D – $ 557.050 / $ 623.710 | Maks Mirny Philipp Oswald       | Andre Begemann Antonio Šančić          | 6:72, 6:4, [11:9]         |
| 16.04. | Rolex Monte-Carlo Masters Monte-Carlo, Monaco ATP World Tour Masters 1000 – Sand 56E / 24D – 4.872.105 € / 5.238.735 €   | Rafael Nadal                    | Kei Nishikori                          | 6:3, 6:2                  |
| 16.04. | Rolex Monte-Carlo Masters Monte-Carlo, Monaco ATP World Tour Masters 1000 – Sand 56E / 24D – 4.872.105 € / 5.238.735 €   | Bob Bryan Mike Bryan            | Oliver Marach Mate Pavić               | 7:65, 6:3                 |
| 23.04. | Barcelona Open Banc Sabadell Barcelona, Spanien ATP World Tour 500 – Sand 48E / 16D – 2.510.900 € / 2.794.220 €          | Rafael Nadal                    | Stefanos Tsitsipas                     | 6:2, 6:1                  |
| 23.04. | Barcelona Open Banc Sabadell Barcelona, Spanien ATP World Tour 500 – Sand 48E / 16D – 2.510.900 € / 2.794.220 €          | Feliciano López Marc López      | Aisam-ul-Haq Qureshi Jean-Julien Rojer | 7:65, 6:4                 |
| 23.04. | Gazprom Hungarian Open Budapest, Ungarn ATP World Tour 250 – Sand 28E / 16D – 501.345 € / 561.345 €                      | Marco Cecchinato                | John Millman                           | 7:5, 6:4                  |
| 23.04. | Gazprom Hungarian Open Budapest, Ungarn ATP World Tour 250 – Sand 28E / 16D – 501.345 € / 561.345 €                      | Dominic Inglot Franko Škugor    | Matwé Middelkoop Andrés Molteni        | 6:78, 6:1, [10:8]         |
| 30.04. | Millennium Estoril Open Estoril, Portugal ATP World Tour 250 – Sand 28E / 16D – 501.345 € / 561.345 €                    | João Sousa                      | Frances Tiafoe                         | 6:4, 6:4                  |
| 30.04. | Millennium Estoril Open Estoril, Portugal ATP World Tour 250 – Sand 28E / 16D – 501.345 € / 561.345 €                    | Kyle Edmund Cameron Norrie      | Wesley Koolhof Artem Sitak             | 6:4, 6:2                  |
| 30.04. | TEB BNP Paribas Istanbul Open Istanbul, Türkei ATP World Tour 250 – Sand 28E / 16D – 426.145 € / 486.145 €               | Taro Daniel                     | Malek Jaziri                           | 7:64, 6:4                 |
| 30.04. | TEB BNP Paribas Istanbul Open Istanbul, Türkei ATP World Tour 250 – Sand 28E / 16D – 426.145 € / 486.145 €               | Dominic Inglot Robert Lindstedt | Ben McLachlan Nicholas Monroe          | 3:6, 6:3, [10:8]          |
| 30.04. | BMW Open München, Deutschland ATP World Tour 250 – Sand 28E / 16D – 501.345 € / 561.345 €                                | Alexander Zverev                | Philipp Kohlschreiber                  | 6:3, 6:3                  |
| 30.04. | BMW Open München, Deutschland ATP World Tour 250 – Sand 28E / 16D – 501.345 € / 561.345 €                                | Ivan Dodig Rajeev Ram           | Nikola Mektić Alexander Peya           | 6:3, 7:5                  |

### Mai
| Datum  | Turnier | Sieger                              | Finalgegner                    | Ergebnis          |
| ------ | --- | ----------------------------------- | ------------------------------ | ----------------- |
| 07.05. | Mutua Madrid Open Madrid, Spanien ATP World Tour Masters 1000 – Sand 56E / 24D – € 6.200.860 / € 7.190.930        | Alexander Zverev                    | Dominic Thiem                  | 6:4, 6:4          |
| 07.05. | Mutua Madrid Open Madrid, Spanien ATP World Tour Masters 1000 – Sand 56E / 24D – € 6.200.860 / € 7.190.930        | Nikola Mektić Alexander Peya        | Bob Bryan Mike Bryan           | 5:3 Aufgabe       |
| 14.05. | Internazionali BNL d’Italia Rom, Italien ATP World Tour Masters 1000 – Sand 56E / 24D – 4.872.105 € / 5.444.985 € | Rafael Nadal                        | Alexander Zverev               | 6:1, 1:6, 6:3     |
| 14.05. | Internazionali BNL d’Italia Rom, Italien ATP World Tour Masters 1000 – Sand 56E / 24D – 4.872.105 € / 5.444.985 € | Juan Sebastián Cabal Robert Farah   | Pablo Carreño Busta João Sousa | 3:6, 6:4, [10:4]  |
| 21.05. | Banque Eric Sturdza Geneva Open Genf, Schweiz ATP World Tour 250 – Sand 28E / 16D – € 501.345 / € 561.345         | Márton Fucsovics                    | Peter Gojowczyk                | 6:2, 6:2          |
| 21.05. | Banque Eric Sturdza Geneva Open Genf, Schweiz ATP World Tour 250 – Sand 28E / 16D – € 501.345 / € 561.345         | Oliver Marach Mate Pavić            | Ivan Dodig Rajeev Ram          | 3:6, 7:63, [11:9] |
| 21.05. | Open Parc Auvergne-Rhône-Alpes Lyon Lyon, Frankreich ATP World Tour 250 – Sand 28E / 16D – € 501.345 / € 561.345  | Dominic Thiem                       | Gilles Simon                   | 3:6, 7:61, 6:1    |
| 21.05. | Open Parc Auvergne-Rhône-Alpes Lyon Lyon, Frankreich ATP World Tour 250 – Sand 28E / 16D – € 501.345 / € 561.345  | Nick Kyrgios Jack Sock              | Roman Jebavý Matwé Middelkoop  | 7:5, 2:6, [11:9]  |
| 28.05. | Roland Garros Paris, Frankreich Grand Slam – Sand 128E / 64D – € 39.197.000                                       | Rafael Nadal                        | Dominic Thiem                  | 6:4, 6:3, 6:2     |
| 28.05. | Roland Garros Paris, Frankreich Grand Slam – Sand 128E / 64D – € 39.197.000                                       | Pierre-Hugues Herbert Nicolas Mahut | Oliver Marach Mate Pavić       | 6:2, 7:64         |
| 28.05. | Roland Garros Paris, Frankreich Grand Slam – Sand 128E / 64D – € 39.197.000                                       | Latisha Chan Ivan Dodig             | Gabriela Dabrowski Mate Pavić  | 6:1, 6:75, [10:8] |

### Juni
| Datum  | Turnier | Sieger                              | Finalgegner                       | Ergebnis          |
| ------ | --- | ----------------------------------- | --------------------------------- | ----------------- |
| 11.06. | Libéma Open ’s-Hertogenbosch, Niederlande ATP World Tour 250 – Rasen 28E / 16D – 612.755 € / 686.080 €                      | Richard Gasquet                     | Jérémy Chardy                     | 6:3, 7:65         |
| 11.06. | Libéma Open ’s-Hertogenbosch, Niederlande ATP World Tour 250 – Rasen 28E / 16D – 612.755 € / 686.080 €                      | Franko Škugor Dominic Inglot        | Raven Klaasen Michael Venus       | 7:63, 7:5         |
| 11.06. | Mercedes Cup Stuttgart, Deutschland ATP World Tour 250 – Rasen 28E / 16D – 656.015 € / 729.340 €                            | Roger Federer                       | Milos Raonic                      | 6:4, 7:63         |
| 11.06. | Mercedes Cup Stuttgart, Deutschland ATP World Tour 250 – Rasen 28E / 16D – 656.015 € / 729.340 €                            | Philipp Petzschner Tim Pütz         | Robert Lindstedt Marcin Matkowski | 7:65, 6:3         |
| 18.06. | Gerry Weber Open Halle, Deutschland ATP World Tour 500 – Rasen 32E / 16D – 1.983.595 € / 2.116.915 €                        | Borna Ćorić                         | Roger Federer                     | 7:66, 3:6, 6:2    |
| 18.06. | Gerry Weber Open Halle, Deutschland ATP World Tour 500 – Rasen 32E / 16D – 1.983.595 € / 2.116.915 €                        | Łukasz Kubot Marcelo Melo           | Alexander Zverev Mischa Zverev    | 7:61, 6:4         |
| 18.06. | Fever-Tree Championships London, Vereinigtes Königreich ATP World Tour 500 – Rasen 32E / 16D – 1.983.595 € / 2.116.915 €    | Marin Čilić                         | Novak Đoković                     | 5:7, 7:64, 6:3    |
| 18.06. | Fever-Tree Championships London, Vereinigtes Königreich ATP World Tour 500 – Rasen 32E / 16D – 1.983.595 € / 2.116.915 €    | Henri Kontinen John Peers           | Jamie Murray Bruno Soares         | 6:4, 6:3          |
| 25.06. | Nature Valley International Eastbourne, Vereinigtes Königreich ATP World Tour 250 – Rasen 48E / 16D – 661.085 € / 721.085 € | Mischa Zverev                       | Lukáš Lacko                       | 6:4, 6:4          |
| 25.06. | Nature Valley International Eastbourne, Vereinigtes Königreich ATP World Tour 250 – Rasen 48E / 16D – 661.085 € / 721.085 € | Luke Bambridge Jonny O’Mara         | Ken Skupski Neal Skupski          | 7:5, 6:4          |
| 25.06. | Antalya Open Antalya, Türkei ATP World Tour 250 – Rasen 32E / 16D – 426.145 € / 486.145 €                                   | Damir Džumhur                       | Adrian Mannarino                  | 6:1, 1:6, 6:1     |
| 25.06. | Antalya Open Antalya, Türkei ATP World Tour 250 – Rasen 32E / 16D – 426.145 € / 486.145 €                                   | Marcelo Demoliner Santiago González | Sander Arends Matwé Middelkoop    | 7:5, 6:76, [10:8] |

### Juli
| Datum  | Turnier | Sieger                                    | Finalgegner                               | Ergebnis                 |
| ------ | --- | ----------------------------------------- | ----------------------------------------- | ------------------------ |
| 02.07. | Wimbledon London, Vereinigtes Königreich Grand Slam – Rasen 128E / 64D – £ 34.000.000                                        | Novak Đoković                             | Kevin Anderson                            | 6:2, 6:2, 7:63           |
| 02.07. | Wimbledon London, Vereinigtes Königreich Grand Slam – Rasen 128E / 64D – £ 34.000.000                                        | Mike Bryan Jack Sock                      | Raven Klaasen Michael Venus               | 6:3, 6:77, 6:3, 5:7, 7:5 |
| 02.07. | Wimbledon London, Vereinigtes Königreich Grand Slam – Rasen 128E / 64D – £ 34.000.000                                        | Alexander Peya Nicole Melichar            | Jamie Murray Wiktoryja Asaranka           | 7:61, 6:3                |
| 16.07. | Plava Laguna Croatia Open Umag Umag, Kroatien ATP World Tour 250 – Sand 28E / 16D – € 501.345 / € 561.345                    | Marco Cecchinato                          | Guido Pella                               | 6:2, 7:64                |
| 16.07. | Plava Laguna Croatia Open Umag Umag, Kroatien ATP World Tour 250 – Sand 28E / 16D – € 501.345 / € 561.345                    | Robin Haase Matwé Middelkoop              | Roman Jebavý Jiří Veselý                  | 6:4, 6:4                 |
| 16.07. | SkiStar Swedish Open Båstad, Schweden ATP World Tour 250 – Sand 28E / 16D – € 501.345 / € 561.345                            | Fabio Fognini                             | Richard Gasquet                           | 6:3, 3:6, 6:1            |
| 16.07. | SkiStar Swedish Open Båstad, Schweden ATP World Tour 250 – Sand 28E / 16D – € 501.345 / € 561.345                            | Julio Peralta Horacio Zeballos            | Simone Bolelli Fabio Fognini              | 6:3, 6:4                 |
| 16.07. | Dell Technologies Hall of Fame Open Newport, Vereinigte Staaten ATP World Tour 250 – Rasen 28E / 16D – € 557.050 / € 623.710 | Steve Johnson                             | Ramkumar Ramanathan                       | 7:5, 3:6, 6:2            |
| 16.07. | Dell Technologies Hall of Fame Open Newport, Vereinigte Staaten ATP World Tour 250 – Rasen 28E / 16D – € 557.050 / € 623.710 | Jonathan Erlich Artem Sitak               | Marcelo Arévalo Miguel Ángel Reyes Varela | 6:1, 6:2                 |
| 23.07. | German Tennis Championships Hamburg, Deutschland ATP World Tour 500 – Sand 32E / 16D – € 1.619.935 / € 1.753.255             | Nikolos Bassilaschwili                    | Leonardo Mayer                            | 6:4, 0:6, 7:5            |
| 23.07. | German Tennis Championships Hamburg, Deutschland ATP World Tour 500 – Sand 32E / 16D – € 1.619.935 / € 1.753.255             | Julio Peralta Horacio Zeballos            | Oliver Marach Mate Pavić                  | 6:1, 4:6, [10:6]         |
| 23.07. | BB&T Atlanta Open Atlanta, Vereinigte Staaten ATP World Tour 250 – Hartplatz 28E / 16D – $ 668.460 / $ 748.450               | John Isner                                | Ryan Harrison                             | 5:7, 6:3, 6:4            |
| 23.07. | BB&T Atlanta Open Atlanta, Vereinigte Staaten ATP World Tour 250 – Hartplatz 28E / 16D – $ 668.460 / $ 748.450               | Nicholas Monroe John-Patrick Smith        | Ryan Harrison Rajeev Ram                  | 3:6, 7:65, [10:8]        |
| 23.07. | J. Safra Sarasin Swiss Open Gstaad Gstaad, Schweiz ATP World Tour 250 – Sand 28E / 16D – € 501.345 / € 561.345               | Matteo Berrettini                         | Roberto Bautista Agut                     | 7:69, 6:4                |
| 23.07. | J. Safra Sarasin Swiss Open Gstaad Gstaad, Schweiz ATP World Tour 250 – Sand 28E / 16D – € 501.345 / € 561.345               | Matteo Berrettini Daniele Bracciali       | Denys Moltschanow Igor Zelenay            | 7:62, 7:65               |
| 30.07. | Citi Open Washington, Vereinigte Staaten ATP World Tour 500 – Hartplatz 48E / 16D – $ 1.890.165 / $ 2.146.815                | Alexander Zverev                          | Alex de Minaur                            | 6:2, 6:4                 |
| 30.07. | Citi Open Washington, Vereinigte Staaten ATP World Tour 500 – Hartplatz 48E / 16D – $ 1.890.165 / $ 2.146.815                | Jamie Murray Bruno Soares                 | Mike Bryan Édouard Roger-Vasselin         | 3:6, 6:3, [10:4]         |
| 30.07. | Abierto Mexicano de Tenis Mifel Los Cabos, Mexiko ATP World Tour 250 – Hartplatz 28E / 16D – $ 715.455 / $ 808.770           | Fabio Fognini                             | Juan Martín del Potro                     | 6:4, 6:2                 |
| 30.07. | Abierto Mexicano de Tenis Mifel Los Cabos, Mexiko ATP World Tour 250 – Hartplatz 28E / 16D – $ 715.455 / $ 808.770           | Marcelo Arévalo Miguel Ángel Reyes Varela | Taylor Fritz Thanasi Kokkinakis           | 6:4, 6:4                 |
| 30.07. | Generali Open Kitzbühel, Österreich ATP World Tour 250 – Sand 28E / 16D – € 501.345 / € 561.345                              | Martin Kližan                             | Denis Istomin                             | 6:2, 6:2                 |
| 30.07. | Generali Open Kitzbühel, Österreich ATP World Tour 250 – Sand 28E / 16D – € 501.345 / € 561.345                              | Roman Jebavý Andrés Molteni               | Federico Delbonis Daniele Bracciali       | 6:2, 6:4                 |

### August
| Datum  | Turnier | Sieger                             | Finalgegner                       | Ergebnis          |
| ------ | --- | ---------------------------------- | --------------------------------- | ----------------- |
| 06.08. | Rogers Cup Toronto, Kanada ATP World Tour Masters 1000 – Hartplatz 56E / 24D – $ 5.315.025 / $ 5.939.970                             | Rafael Nadal                       | Stefanos Tsitsipas                | 6:2, 7:64         |
| 06.08. | Rogers Cup Toronto, Kanada ATP World Tour Masters 1000 – Hartplatz 56E / 24D – $ 5.315.025 / $ 5.939.970                             | Henri Kontinen John Peers          | Raven Klaasen Michael Venus       | 6:2, 6:77, [10:6] |
| 13.08. | Western & Southern Open Cincinnati, Vereinigte Staaten ATP World Tour Masters 1000 – Hartplatz 56E / 24D – $ 5.669.360 / $ 6.335.970 | Novak Đoković                      | Roger Federer                     | 6:4, 6:4          |
| 13.08. | Western & Southern Open Cincinnati, Vereinigte Staaten ATP World Tour Masters 1000 – Hartplatz 56E / 24D – $ 5.669.360 / $ 6.335.970 | Jamie Murray Bruno Soares          | Juan Sebastián Cabal Robert Farah | 4:6, 6:3, [10:6]  |
| 20.08. | Winston-Salem Open Winston-Salem, Vereinigte Staaten ATP World Tour 250 – Hartplatz 48E / 16D – $ 691.415 / $ 778.070                | Daniil Medwedew                    | Steve Johnson                     | 6:4, 6:4          |
| 20.08. | Winston-Salem Open Winston-Salem, Vereinigte Staaten ATP World Tour 250 – Hartplatz 48E / 16D – $ 691.415 / $ 778.070                | Jean-Julien Rojer Horia Tecău      | Jamie Cerretani Leander Paes      | 6:4, 6:2          |
| 27.08. | US Open New York, Vereinigte Staaten Grand Slam – Hartplatz 128E / 64D – $ 53.000.000                                                | Novak Đoković                      | Juan Martín del Potro             | 6:3, 7:64, 6:3    |
| 27.08. | US Open New York, Vereinigte Staaten Grand Slam – Hartplatz 128E / 64D – $ 53.000.000                                                | Mike Bryan Jack Sock               | Łukasz Kubot Marcelo Melo         | 6:3, 6:1          |
| 27.08. | US Open New York, Vereinigte Staaten Grand Slam – Hartplatz 128E / 64D – $ 53.000.000                                                | Jamie Murray Bethanie Mattek-Sands | Nikola Mektić Alicja Rosolska     | 2:6, 6:3, [11:9]  |

### September
| Datum  | Turnier | Sieger                               | Finalgegner                           | Ergebnis               |
| ------ | --- | ------------------------------------ | ------------------------------------- | ---------------------- |
| 10.09. | Davis Cup – Halbfinale | Davis Cup – Halbfinale               | Davis Cup – Halbfinale                | Davis Cup – Halbfinale |
| 17.09. | Laver Cup London, Vereinigtes Königreich Hartplatz (Halle) 2 Teams                                                          | Team Europa                          | Team Welt                             | 13:8                   |
| 17.09. | Moselle Open Metz, Frankreich ATP World Tour 250 – Hartplatz (Halle) 28E / 16D – € 501.345 / € 561.345                      | Gilles Simon                         | Matthias Bachinger                    | 7:62, 6:1              |
| 17.09. | Moselle Open Metz, Frankreich ATP World Tour 250 – Hartplatz (Halle) 28E / 16D – € 501.345 / € 561.345                      | Nicolas Mahut Édouard Roger-Vasselin | Ken Skupski Neal Skupski              | 6:1, 7:5               |
| 17.09. | St. Petersburg Open Sankt Petersburg, Russland ATP World Tour 250 – Hartplatz (Halle) 28E / 16D – $ 1.084.450 / $ 1.151.110 | Dominic Thiem                        | Martin Kližan                         | 6:3, 6:1               |
| 17.09. | St. Petersburg Open Sankt Petersburg, Russland ATP World Tour 250 – Hartplatz (Halle) 28E / 16D – $ 1.084.450 / $ 1.151.110 | Matteo Berrettini Fabio Fognini      | Roman Jebavý Matwé Middelkoop         | 7:66, 7:64             |
| 24.09. | Chengdu Open Chengdu, Volksrepublik China ATP World Tour 250 – Hartplatz 32E / 16D – $ 1.070.040 / $ 1.151.110              | Bernard Tomic                        | Fabio Fognini                         | 6:1, 3:6, 7:67         |
| 24.09. | Chengdu Open Chengdu, Volksrepublik China ATP World Tour 250 – Hartplatz 32E / 16D – $ 1.070.040 / $ 1.151.110              | Ivan Dodig Mate Pavić                | Austin Krajicek Jeevan Nedunchezhiyan | 6:2, 6:4               |
| 24.09. | Shenzhen Open Shenzhen, Volksrepublik China ATP World Tour 250 – Hartplatz 28E / 16D – $ 733.655 / $ 800.320                | Yoshihito Nishioka                   | Pierre-Hugues Herbert                 | 7:5, 2:6, 6:4          |
| 24.09. | Shenzhen Open Shenzhen, Volksrepublik China ATP World Tour 250 – Hartplatz 28E / 16D – $ 733.655 / $ 800.320                | Joe Salisbury Ben McLachlan          | Robert Lindstedt Rajeev Ram           | 7:65, 7:64             |

### Oktober
| Datum  | Turnier | Sieger                               | Finalgegner                         | Ergebnis        |
| ------ | --- | ------------------------------------ | ----------------------------------- | --------------- |
| 01.10. | China Open Peking, China ATP World Tour 500 – Hartplatz 32E / 16D – $ 3.401.860 / $ 4.658.510                                     | Nikolos Bassilaschwili               | Juan Martín del Potro               | 6:4, 6:4        |
| 01.10. | China Open Peking, China ATP World Tour 500 – Hartplatz 32E / 16D – $ 3.401.860 / $ 4.658.510                                     | Łukasz Kubot Marcelo Melo            | Oliver Marach Mate Pavić            | 6:1, 6:4        |
| 01.10. | Rakuten Japan Open Tennis Championships Tokio, Japan ATP World Tour 500 – Hartplatz (Halle) 32E / 16D – $ 1.781.930 / $ 1.928.580 | Daniil Medwedew                      | Kei Nishikori                       | 6:2, 6:4        |
| 01.10. | Rakuten Japan Open Tennis Championships Tokio, Japan ATP World Tour 500 – Hartplatz (Halle) 32E / 16D – $ 1.781.930 / $ 1.928.580 | Ben McLachlan Jan-Lennard Struff     | Michael Venus Raven Klaasen         | 6:4, 7:5        |
| 08.10. | Rolex Shanghai Masters Shanghai, China ATP World Tour Masters 1000 – Hartplatz 56E / 24D – $ 7.086.700 / $ 9.219.970              | Novak Đoković                        | Borna Ćorić                         | 6:3, 6:4        |
| 08.10. | Rolex Shanghai Masters Shanghai, China ATP World Tour Masters 1000 – Hartplatz 56E / 24D – $ 7.086.700 / $ 9.219.970              | Łukasz Kubot Marcelo Melo            | Jamie Murray Bruno Soares           | 6:4, 6:2        |
| 15.10. | VTB Kremlin Cup Moskau, Russland ATP World Tour 250 – Hartplatz (Halle) 28E / 16D – $ 856.445 / $ 936.435                         | Karen Chatschanow                    | Adrian Mannarino                    | 6:2, 6:2        |
| 15.10. | VTB Kremlin Cup Moskau, Russland ATP World Tour 250 – Hartplatz (Halle) 28E / 16D – $ 856.445 / $ 936.435                         | Austin Krajicek Rajeev Ram           | Maks Mirny Philipp Oswald           | 7:64, 6:4       |
| 15.10. | Intrum Stockholm Open Stockholm, Schweden ATP World Tour 250 – Hartplatz (Halle) 28E / 16D – € 612.755 / € 686.080                | Stefanos Tsitsipas                   | Ernests Gulbis                      | 6:4, 6:4        |
| 15.10. | Intrum Stockholm Open Stockholm, Schweden ATP World Tour 250 – Hartplatz (Halle) 28E / 16D – € 612.755 / € 686.080                | Luke Bambridge Jonny O’Mara          | Marcus Daniell Wesley Koolhof       | 7:5, 7:68       |
| 15.10. | European Open Antwerpen, Belgien ATP World Tour 250 – Hartplatz (Halle) 28E / 16D – € 612.755 / € 686.080                         | Kyle Edmund                          | Gaël Monfils                        | 3:6, 7:62, 7:64 |
| 15.10. | European Open Antwerpen, Belgien ATP World Tour 250 – Hartplatz (Halle) 28E / 16D – € 612.755 / € 686.080                         | Nicolas Mahut Édouard Roger-Vasselin | Marcelo Demoliner Santiago González | 6:4, 7:5        |
| 22.10. | Swiss Indoors Basel Basel, Schweiz ATP World Tour 500 – Hartplatz (Halle) 32E / 16D – € 1.984.420 / € 2.442.740                   | Roger Federer                        | Marius Copil                        | 7:65, 6:4       |
| 22.10. | Swiss Indoors Basel Basel, Schweiz ATP World Tour 500 – Hartplatz (Halle) 32E / 16D – € 1.984.420 / € 2.442.740                   | Dominic Inglot Franko Škugor         | Alexander Zverev Mischa Zverev      | 6:2, 7:5        |
| 22.10. | Erste Bank Open 500 Wien, Österreich ATP World Tour 500 – Hartplatz (Halle) 32E / 16D – € 2.198.250 / € 2.788.570                 | Kevin Anderson                       | Kei Nishikori                       | 6:3, 7:63       |
| 22.10. | Erste Bank Open 500 Wien, Österreich ATP World Tour 500 – Hartplatz (Halle) 32E / 16D – € 2.198.250 / € 2.788.570                 | Joe Salisbury Neal Skupski           | Mike Bryan Édouard Roger-Vasselin   | 7:65, 6:3       |
| 29.10. | Rolex Paris Masters Paris, Frankreich ATP World Tour Masters 1000 – Hartplatz (Halle) 48E / 24D – € 4.872.105 / € 5.444.985       | Karen Chatschanow                    | Novak Đoković                       | 7:5, 6:4        |
| 29.10. | Rolex Paris Masters Paris, Frankreich ATP World Tour Masters 1000 – Hartplatz (Halle) 48E / 24D – € 4.872.105 / € 5.444.985       | Marcel Granollers Rajeev Ram         | Jean-Julien Rojer Horia Tecău       | 6:4, 6:4        |

### November
| Datum  | Turnier                                                                                              | Sieger               | Finalgegner                         | Ergebnis             |
| ------ | --- | -------------------- | ----------------------------------- | -------------------- |
| 05.11. | Next Gen ATP Finals Mailand, Italien Next Generation ATP Finals – Hartplatz (Halle) 8E – $ 1.335.000 | Stefanos Tsitsipas   | Alex de Minaur                      | 2:4, 4:1, 4:33, 4:33 |
| 12.11. | Nitto ATP Finals London, Vereinigtes Königreich ATP Finals – Hartplatz (Halle) 8E / 8D – $ 8.500.000 | Alexander Zverev     | Novak Đoković                       | 6:4, 6:3             |
| 12.11. | Nitto ATP Finals London, Vereinigtes Königreich ATP Finals – Hartplatz (Halle) 8E / 8D – $ 8.500.000 | Mike Bryan Jack Sock | Pierre-Hugues Herbert Nicolas Mahut | 5:7, 6:1, [13:11]    |
| 19.11. | Davis Cup – Finale                                                                                   | Davis Cup – Finale   | Davis Cup – Finale                  | Davis Cup – Finale   |

## Weltranglistenerste im Jahresverlauf
| Spieler       | von             | bis         | Wochenzahl | Wochen gesamt |
| ------------- | --------------- | ----------- | ---------- | ------------- |
| Rafael Nadal  | 21. August 2017 | 18. Februar | 26         | 167           |
| Roger Federer | 19. Februar     | 1. April    | 06         | 308           |
| Rafael Nadal  | 2. April        | 13. Mai     | 06         | 173           |
| Roger Federer | 14. Mai         | 20. Mai     | 01         | 309           |
| Rafael Nadal  | 21. Mai         | 17. Juni    | 04         | 177           |
| Roger Federer | 18. Juni        | 24. Juni    | 01         | 310           |
| Rafael Nadal  | 25. Juni        | 4. November | 19         | 196           |
| Novak Đoković | 5. November     | Jahresende  | 09         | 232           |

Stand: Jahresende

## Rücktritte
Die folgenden Spieler beendeten 2018 ihre Tenniskarriere:
- Sam Groth – 28. Januar 2018[1]
- Alejandro Falla – 30. Januar 2018[2]
- Tommy Haas – 12. Februar 2018[3]
- André Sá – 14. März 2018[4]
- Scott Lipsky – 25. Juni 2018[5]
- Florian Mayer – 28. August 2018[6]
- Gilles Müller – 28. August 2018[7]
- Julien Benneteau – 31. August 2018[8]
- Daniel Nestor – 15. September 2018[9]
- Adrian Ungur – 17. September 2018[10]
- Michail Juschny – 20. September 2018[11]
- Philipp Petzschner – Oktober 2018[12][13]
- Marinko Matosevic – 27. November 2018[14]
- Maks Mirny – 1. Dezember 2018[15]